# ジャック・バーナード・テイト

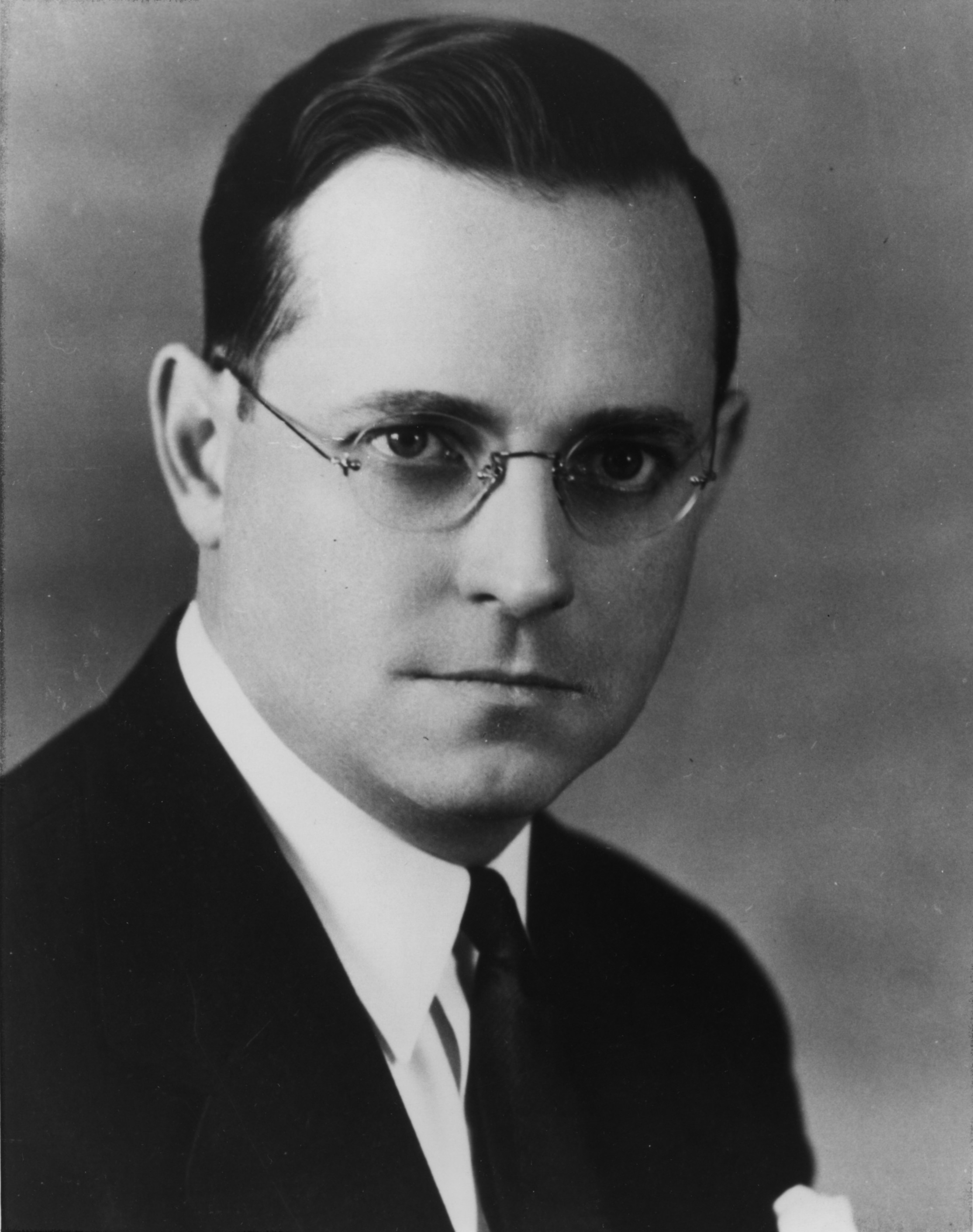
ジャック・B・テイト

ジャック・バーナード・テイト（Jack Bernard Tate, 1902年8月14日 - 1968年3月21日）は、アメリカ合衆国の官僚。連邦政府の法律顧問として四半世紀を過ごした。

## 生涯
1902年8月14日にテネシー州ボリバーにて誕生。1924年にテネシー大学を卒業。1926年にイェール・ロー・スクールで法学士号取得。1927年にジョージ・ワシントン大学で法学修士号取得。1930年にジュネーヴ国際関係研究院に在籍。ワシントンD.C.およびテネシー州で弁護士資格を取得し、1926年から1928年まで法務編集者。
1928年から1934年まで国務省にて法務官補佐官および法律顧問補。1934年から1935年まで全国復興庁で顧問室長、1935年から1936年まで全国復興庁で長官室長。1936年から1938年まで社会保障局委員会総合顧問補佐官、1938年から1939年まで同総合顧問、1939年から1947年まで連邦保障局総合顧問。
1947年10月20日より1954年まで国務省法律顧問代理。1948年、コロンビアのボゴタで開催された第9回米州諸国国際会議（パン＝アメリカ会議）にアメリカ代表団の代替要員として参加。1949年から1951年まで国連総会のアメリカ代表団法律顧問。国務省内においてテイトは、司法長官宛ての書簡を作成する国務省内の法律家として主に認知されていた。1952年には外国主権免責の規定について触れ、内国民が訴訟を受けた場合、合衆国はその規定を修正する意思があることを示した。この決定は他国政府が商業取引に関してアメリカから訴訟を起こされる可能性を示したものであった。この決定を述べた「テイト・レター」は、慣習国際法における大きな出来事として知られている。
1954年から1968年までイェール大学ロー・スクール副学部長。1968年3月21日にコネチカット州ニューヘイブンの自宅にて死去。故郷テネシー州ボリバーのポーク墓地に埋葬された。